# Sisakos királymajna
A sisakos királymajna (Basilornis galeatus)  a madarak osztályának verébalakúak (Passeriformes) rendjébe és a seregélyfélék (Sturnidae) családjába tartozó faj.

## Rendszerezése
A fajt Adolf Bernard Meyer német ornitológus írta le 1894-ben.

## Előfordulása
Indonéziához tartozó szigeteken honos. Természetes élőhelyei a szubtrópusi vagy trópusi mangroveerdők, síkvidéki és hegyi esőerdők,  lápok és mocsarak környékén. Állandó, nem vonuló faj.

## Megjelenése
Testhossza 25 centiméter.

## Természetvédelmi helyzete
Az elterjedési területe kicsi és töredezett, egyedszáma pedig csökken. A Természetvédelmi Világszövetség Vörös listáján mérsékelten fenyegetett fajként szerepel.